# Leopoldina de Saboia-Carignano
Leopoldina Maria de Saboia-Carignano, também conhecida como Leopolda (Palácio Carignano, 21 de dezembro de 1744 – Palácio Doria Pamphilj, 17 de abril de 1807) foi uma princesa de Saboia por nascimento, além de princesa de Melfi e Torriglia como esposa de André IV Doria-Pamphilj-Landi.

## Família
Leopoldina foi a segunda filha e terceira criança nascida de Luís Vítor, Príncipe de Carignano e de Cristina de Hesse-Rotemburgo.
Os seus avós paternos eram Vítor Amadeu I, Príncipe de Carignano e Maria Vitória de Saboia, filha legitimada do rei Vítor Amadeu II da Sardenha com sua amante, Jeanne Baptiste d'Albert de Luynes. Os seus avós maternos eram Ernesto Leopoldo, Conde de Hesse-Rotemburgo e a condessa Leonor de Löwenstein-Wertheim-Rochefort.
A bisavó paterna de Leopoldina, Maria Ângela Catarina d'Este, era filha de casal de tio e sobrinha, Borso e Hipólita d'Este.
Leopoldina era sobrinha materna de Polixena de Hesse-Rotemburgo, rainha consorte de Carlos Emanuel III da Sardenha, que era filho do rei Vítor Amadeu II e de sua esposa, Ana Maria de Orleães.
Leopoldina também era a tia-bisavó de Vítor Emanuel II, primeiro rei de uma Itália unida.
Ela teve oito irmãos, alguns dos quais eram: Vítor Amadeu II, Príncipe de Carignano, marido de Josefina de Lorena, e avô do rei Carlos Alberto da Sardenha; Gabriela, que, como esposa de Fernando Filipe José, Príncipe de Lobkowic, se tornou ancestral da Casa de Lobkowicz; Maria Teresa, amiga próxima da rainha Maria Antonieta, e esposa de Luís Alexandre, Príncipe de Lamballe; Eugênio, conde de Villafranca, marido de Isabel Ana Magon de Boisgarin; Catarina, esposa de Filipe José Francisco Colonna, 9.º Príncipe de Paliano, ancestral dos atuais príncipes de Paliano, etc.

## Biografia
Leopoldina recebeu uma boa educação, e era fluente em francês, italiano e alemão.
Aos 22 anos, a princesa se casou com o príncipe André IV, de 19, em 6 de maio de 1767. Além de 11.º príncipe de Melfi, André foi o último príncipe soberano de Torriglia. O noivo era filho de João André IV Doria Landi e de Leonor Carafa della Stadera. André, que vinha de uma família de origem genovesa, frequentava o Palácio Real de Turim e o Castelo Real de Racconigi, sendo o último a residência dos príncipes de Saboia-Carignano.
O casal chegou em Roma no dia 20 de junho de 1767. Eles passaram a morar no Palácio Doria Pamphilj, onde hoje fica localizada a galeria de mesmo nome. O palácio, residência do Papa Inocêncio X pertencente a família Pamphilj, foi renovado para o casamento. O palácio possui um fabuloso salão de espelhos parecido com a Galeria dos Espelhos do Palácio de Versalhes, na França. 
Leopoldina e André tiveram nove filhos, cinco meninas e quatro meninos. Os atuais membros da família Doria-Pamphilj-Landi são seus descendentes.
A princesa faleceu no dia 17 de abril de 1807, aos 62 anos, em Roma.

## Descendência
- João André Doria Pamphilj-Landi (14 de julho de 1768 - 3 de abril de 1817), era mentalmente instável e por isso não pôde herdar o título de Príncipe de Melfi, assumindo, em seu lugar, o de Marquês de Santo Stefano.
- Ana Doria Pamphilj-Landi (15 de novembro de 1770 – 1835), foi esposa do marquês João Batista Serra. Não teve descendência;
- Jorge Doria Pamphilj-Landi (17 de novembro de 1772 - 16 de novembro de 1837), foi cardeal e membro da Ordem Equestre do Santo Sepulcro de Jerusalém;
- Leonor Doria Phamphilj-Landi (11 de janeiro de 1774 - 15 de março de 1846), foi casada com Diego d'Avalos, Príncipe de Montesarchio, com quem teve três filhos;
- Maria Vitória Doria Phamphilj-Landi (20 de novembro de 1775 – 3 de junho de 1839), foi esposa de Alexandre Pallavicino, Marquês de Zibello;
- Teresa Doria Phamphilj-Landi (18 de agosto de 1778 – 5 de abril de 1784), morreu jovem.
- Luís Doria Pamphilj-Landi, Príncipe de Valmontore (24 de outubro de 1779 – 26 de janeiro de 1838), foi casado com Teresa Orsini de Gravina, e teve descendência;
- Carlos Doria Phamphilj-Landi (13 de abril de 1781 – 19 de junho de 1856), não se casou e nem teve filhos;
- Eugênia Doria Pamphilj-Landi (1 de junho de 1786 – 23 de julho de 1841), foi esposa de Marino Francisco Caracciolo, 10.º Príncipe de Avellino, com quem teve filhos.